# Asamblea Nacional (Guinea Ecuatorial)
La Asamblea Nacional de Guinea Ecuatorial fue el primer parlamento de la República de Guinea Ecuatorial tras su independencia en 1968.

## Historia
Según la Constitución de Guinea Ecuatorial de 1968, la Asamblea Nacional (también llamada Asamblea de la República) se componía de 35 Diputados, elegidos cada cinco años por sufragio universal, directo y secreto. Los diputados eran electos en un total de cuatro circunscripciones: Río Muni (que elegía 19 diputados), Fernando Poo (que elegía 12 diputados), Annobón (que elegía dos diputados) y una cuarta circunscripción constituida por las islas de Corisco, Elobey Grande y Elobey Chico (que también elegía dos diputados). La repartición de escaños se realizaba mediante representación proporcional.
Según el artículo N.º 21 de la Constitución, "a la Asamblea de la República compete elaborar las Leyes, discutir y aprobar el presupuesto y controlar la acción gubernamental".
Las primeras elecciones a la Asamblea tuvieron lugar junto a la primera vuelta de las elecciones presidenciales el 22 de septiembre de 1968. Los resultados fueron los siguientes:
| Partido                            | Partido                                                | Escaños |
| ---------------------------------- | ------------------------------------------------------ | ------- |
|                                    | Movimiento Nacional de Liberación de Guinea Ecuatorial | 10      |
|                                    | Movimiento de Unión Nacional de Guinea Ecuatorial      | 10      |
|                                    | Idea Popular de Guinea Ecuatorial                      | 8       |
|                                    | Unión Bubi                                             | 7       |
| Total                              | Total                                                  | 35      |
| Fuente: African Elections Database |                                                        |         |

Cuatro días después de la proclamación de independencia, el 16 de octubre de 1968, el presidente Francisco Macías inauguró la primera sesión de la Asamblea Nacional, en el palacio de la Cámara Agrícola de Malabo. Pastor Torao Sikara resultó elegido presidente de la cámara, Antonio Eworo vicepresidente y Armando Balboa secretario de actas. Al término de la sesión, Macías, acompañado por sus ministros de Exteriores, Atanasio Ndongo, y de Interior, Ángel Masié, recibió al subsecretario de Estado norteamericano para Asuntos de África, Josef Palmer, a quien solicitó ayuda.
En 1969, tras el intento de golpe de Estado de Atanasio Ndongo, muchos miembros de la Asamblea (incluyendo su propio presidente Pastor Torao) fueron detenidos y asesinados. En enero de 1970, ya habiéndose establecido su régimen dictatorial, el presidente Francisco Macías disuelve por decreto todos los partidos políticos existentes, con lo cual todos los diputados pasan a formar parte del Partido Único Nacional de los Trabajadores (PUNT). En mayo de 1971, por decreto presidencial, se suprime la denominación de Asamblea de la República y se adopta oficialmente el nombre de Asamblea Nacional.
Tras la entrada en vigor de la Constitución de Guinea Ecuatorial de 1973, la institución adquirió el nombre de Asamblea Nacional Popular. El Artículo 56 de la constitución establecía que "La Asamblea Nacional Popular estará integrada por sesenta diputados propuestos por el Partido", mientras que el Artículo 60 establecía que "El Partido tiene potestad para revocar el mandato de sus diputados, en cualquier momento, por desviarse de la línea política de aquél u otra causa grave". Por lo tanto, el Partido Único Nacional de los Trabajadores pasaba a tener todo el poder.  Sin contar todo lo anterior nombrado, las atribuciones de la Asamblea no cambiaron demasiado respecto a 1968. En 1973 tuvieron lugar elecciones parlamentarias en donde se aprobó la lista de diputados propuesta por el PUNT. En 1974, Macías designó por decreto presidencial a José María Nzo Ndongo Akele como presidente de la Asamblea, y a Antonio Ndongo Nsobey como vicepresidente.
La Asamblea continuó funcionado hasta el derrocamiento de Macías en 1979.
Durante la dictadura de Macías, fueron asesinados dos tercios de los diputados de la Asamblea Nacional elegida en 1968.